# Малютин, Марк Иванович
Марк Иванович Малютин (27 марта 1919, Беляево, Бельский уезд, Смоленская губерния — 16 мая 1998, Иваново, Россия) — народный художник РСФСР (1971), почётный гражданин Иванова (1996).

## Биография
Родился в деревне Беляево Бельского уезда Смоленской губернии.
В 1933 году переехал в Иваново-Вознесенск, где с 1935 года учился в Ивановском художественном училище. С четвёртого курса, в 1939 году, поступил добровольно в летную истребительную школу. Служил в Западном округе противовоздушной обороны. Офицер запаса.
С 1946 по 1949 год преподавал в Ивановском художественном училище. В 1947 году был принят в члены Союза художников СССР.
С 1949 по 1989 год был председателем правления Ивановской организации Союза художников. С 1970 по 1988 год неоднократно избирался секретарём Союза художников СССР, членом правления Союза художников РФ.
С 1957 по 1958 год находился в творческой поездке в Албании (совместно с художником Е. А. Грибовым). По окончании участия в выставке «45 дней в Албании». С 1964 по 1965 год находился с творческой поездке в Венгерскую Народную Республику (создал серию произведений «Новая Венгрия»).
Скончался 16 мая 1998 года. Детей не имел. Похоронен в Иванове на кладбище «Балино».

## Творчество
Работы художника находятся в ряде музеев России и за рубежом. Пейзаж «У реки» принадлежит Русскому музею; портрет «Доярка Заботина» передан Третьяковской галерее.
В 2004 году вдова художника Софья Тимофеевна Малютина передала в отделение Союза художников города Иванова 12 картин М. И. Малютина в качестве платы за аренду мастерской. Предполагается, что эти работы лягут в основу экспозиции нового муниципального музея.
Персональные выставки
- 2018 (Плёс, «Присутственное место»[4])
- 1995 (Иваново)
- 1979 (Иваново)
- 1974 (Москва)
- 1969 (Иваново)

## Награды
- Звание Заслуженного деятеля искусств РСФСР (1958, Указ Президиума Верховного Совета РСФСР от 29 мая 1958 года)
- Орден Трудового Красного Знамени (1969)
- Медаль «В ознаменование 100-летия со дня рождения Владимира Ильича Ленина» (1969)
- Звание народного художника РСФСР (1971)
- Государственная премия СССР (1978, совместно со скульптором Д. Б. Рябичевым и архитектором Е. И. Кутыревым за монумент «Борцам революции 1905 года» в Иванове[5])
- Орден Дружбы народов (1979)
- Звание Почётного гражданина Иванова (22 мая 1996[6])

## Память
- В 1999 году администрацией Ивановской области учреждена премия имени М. И. Малютина в области изобразительного искусства[7].
- В 1999 году на здании Дома художника в городе Иваново была открыта мемориальная доска о художнике, принимавшем активное участие в его создании[8].
- В 2002 году Указом Губернатора Ивановской области В. И. Тихонова Ивановскому художественному училищу было присвоено имя М. И. Малютина.